# Дорос
Доро̀с (на гръцки: Δωρός) е село в Кипър, окръг Лимасол. Според статистическата служба на Република Кипър през 2001 г. селото има 101 жители.
Намира се на 1 km северно от Монагри.